# Geografia Hongkongu

Położenie Hongkongu

Hongkong jest formalnie Specjalnym Regionem Administracyjnym Chińskiej Republiki Ludowej, leżącym nad Morzem Południowochińskim. Obszar Hongkongu zajmuje część półwyspu Koulun, duże wyspy – jak Lantau i Hongkong – oraz liczne wyspy przybrzeżne. Hongkong leży 60 km na wschód od Makau, na przeciwległym brzegu ujścia Rzeki Perłowej (Zhu Jiang). Od północy graniczy z Shenzhen.

## Powierzchnia, położenie i granice
Powierzchnia – 1104 km²
Położenie – 22°24'N i 114°11'E Hongkong zajmuje obszar 45 na 65 km.
Hongkong od północy graniczy z Chińską Republiką Ludową na długości 30 km, a linia brzegowa liczy 733 km.

## Ukształtowanie poziome
Hongkong zajmuje południową część półwyspu Kowloon (Koulun), który posiada niezwykle urozmaiconą linię brzegową. Obszar ten wraz z licznymi przybrzeżnymi wyspami (jest ich 234) tworzy sieć zatok. W wielu miejscach tworzą one cieśniny. Największe z wysp to: Lantau (147,16 km²), Hongkong (80,5 km²) oraz Lamma (Nanya) (13,74 km²). Wybrzeże jest riasowe, częściowo występują także odcinki namorzynowe. W wielu miejscach wybrzeże uległo przeobrażeniu i tereny te zajęte są przez nabrzeża portowe.

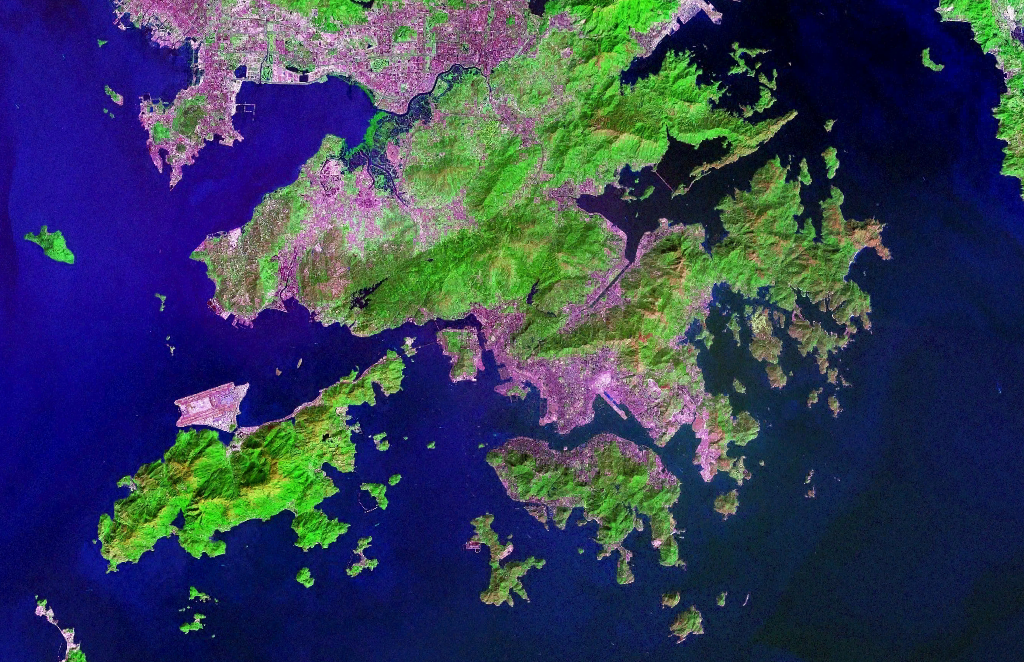
Zdjęcie satelitarne Hongkongu

## Budowa geologiczna i rzeźba
Cały półwysep Koulun wraz z wyspami stanowi fragment częściowo zanurzonego w morzu pasma górskiego. Półwysep jest zbudowany w większości ze skał wulkanicznych, głównie mezozoicznych granitów. Resztę stanowią skały osadowe różnego wieku. Region Hongkongu należy do dolnopaleozoicznych fałdowań – kaledonitów.
Hongkong leży na obszarze górzystym o niskich, ale często stromych wzniesieniach, mających od 300 do 900 m n.p.m. Najwyższym szczytem jest Tai Mo o wysokości 957 m n.p.m. Na wyspie Hongkong najwyższym szczytem jest Wzgórze Wiktorii o wysokości 554 m n.p.m. 

## Klimat
Hongkong leży w strefie klimatu zwrotnikowego monsunowego, gdzie wpływ na klimat mają wiatry monsunowe. Fakt ten sprawia, że w Hongkongu występują sezonowe opady deszczu.
Temperatury są na ogół wysokie. Zimą, która jest sucha i słoneczna średnie wartości termiczne wynoszą 17-18 °C. Lato to okres gorący i wilgotny związany z monsunem letnim. Temperatury wynoszą średnio 26-29 °C. W ciągu dnia często zdarzają się temperatury upalne, ale wartości te rzadko przekraczają 32 °C.
Hongkong cechuje się wysokimi opadami deszczu (2160 mm rocznie). Największe występują latem, w czasie monsunu letniego (3/4 rocznych opadów). Jesień i zima są suche i słoneczne. Od lipca do października sporadycznie region ten nawiedzają tajfuny.

## Wody
Hongkong ma niewielką sieć krótkich rzek spływających ze zboczy górskich. Cieki wodne cechują się zmiennością wodostanu. W północno-zachodniej części znajduje się wschodnia część estuarium Rzeki Perłowej. Na terenie Hongkongu znajduje się kilka jezior. Największe to Plover Cove Reservoir leżące w północno-wschodniej części Hongkongu.

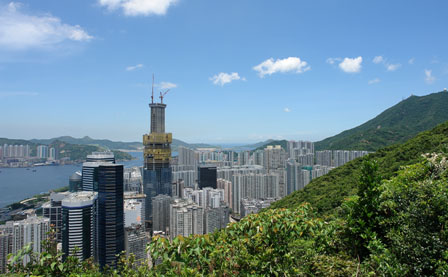
Obszar miejski, w głębi lądu tereny pokryte roślinnością

## Flora i fauna
Szata roślinna w obrębie terytorium jest dobrze zachowana, gdyż tereny miejskie zajmują około 1/5 powierzchni Hongkongu. Około 20% powierzchni Hongkongu zajmują wiecznie zielone lasy monsunowe, które skupiają się na wyspie Lantau. Duże obszary zajmują parki i rezerwaty przyrody. Należy pamiętać, iż  lasy na terenie Hongkongu, to roślinność wtórna. Pierwotna szata roślinna została przeobrażona, choć są miejsca, jak wyspa Lantau, gdzie zachował się typ flory klimatu zwrotnikowego, monsunowego. Występuje także roślinność namorzynowa i łąkowa.
Fauna jest dość uboga. Bogaty jest jedynie świat ptaków, które mają dogodne warunki do bytowania. Licznie występującym gatunkiem jest kania czarna, a poza nią różne gatunki ptaków wodnych. Wśród ssaków występują jedynie małe gatunki, głównie gryzonie.